# Paul Drewes
Paul Drewes (Ten Boer, 2 april 1982) is een Nederlandse roeier. Hij vertegenwoordigde Nederland op verschillende grote internationale wedstrijden. Eenmaal kwam hij uit op de Olympische Spelen, maar won hierbij geen medaille. Hij won een aantal medailles bij verschillende wereldbekerwedstrijden.
Drewes nam deel aan de Olympische Spelen van 2008 in Peking in de lichte vier zonder stuurman. Het team behaalde in de finale een zesde plaats. Op de Europese Kampioenschappen van 2010 in Portugal wist hij samen met Joris Pijs in de lichte twee-zonder de zilveren medaille te behalen.
Hij was lid van roeivereniging AGSR Gyas en studeerde bouwkunde aan de Hanzehogeschool Groningen.

## Palmares

### lichte twee zonder stuurman
- 2005: 11e Wereldbeker III - 6.47,99
- 2005: 9e WK - 6.35,58
- 2007:  ITU wereldbekerwedstrijd I - 6.47,27
- 2008:  ITU wereldbekerwedstrijd II - 7.42,01
- 2010: 6e Wereldbeker III - 6.53,19
- 2010:  EK - 7.21,39

### dubbel-twee
- 2009: 7e Wereldbeker I - 6.41,05
- 2009: 6e Wereldbeker III - 6.32,00

### lichte vier zonder stuurman
- 2004: 6e Nationale Cup
- 2005: 10e Wereldbeker I - 6.51,69
- 2006: 9e Wereldbeker I - 6.13,78
- 2006: 5e Wereldbeker III - 6.14,68
- 2006: 11e WK - 5.58,26
- 2007:  ITU wereldbekerwedstrijd II - 6.01,02
- 2007:  ITU wereldbekerwedstrijd III -5.59,04
- 2007: 10e WK - 6.07,09
- 2008:  ITU wereldbekerwedstrijd II - 6.52,13
- 2008: 5e Wereldbeker III - 6.14,50
- 2008: 6e Olympische Spelen - 5.54,06